# Майтрея
Майтрея (санскрит: मैत्रेय), Метея (пали) или Джампа (тибетски) е почитан в будистката традиция като предсказвания от историческия Буда Шакямуни като следващ напълно просветлен Буда на този свят, в епоха, когато всички учения на сегашния Буда ще бъдат напълно изгубени. В будистката литература на някои места, като например в Амитабха сутра и в Лотосовата сутра, той се нарича бодхисатва Аджита (бел.пр. „Непобедимия“). На санскрит името Майтрея произлиза от майтри, което означава „съчувственият, любящият“.
В будистката традиция Майтрея е бодхисатва, който се ражда като принц на Земята, постига пълно просветление и преподава освобождаващите и просветляващи учения (завърта колелото на Дхарма). Според писанията, Майтрея е бъдещият наследник на историческия Буда Шакямуни. Пророчеството за пристигането на Майтрея се отнася за времето, когато учението за Дхарма ще бъде напълно забравено в нашия свят (в будисткото виждане за света наричан Джамбудвипа).
Според будистката традиция на Земята ще се преродят общо хиляда буди, от които Буда Шакямуни определя себе си като четвърти по ред и следователно Майтрея е пети. Някои интерпретации обаче приемат, че неговото пристигане има смисъла на основно освобождаване или той идва в ролята си на спасител, който ще установи утопична държава на справедливостта, законността, мира и истината.

## Произход
Името Майтрея (на пали Метея) произлиза от санскритската дума майтри (пали: мета), което означава „любяща доброта“, което на свой ред произлиза от съществителното митра (пали: мита) в буквален смисъл на думата „приятел“.
Метея се споменава най-рано в Чакавати (Сиханада сутра) в ръкописа Дигха-никая (глава III, 76) от Пали канона, където се говори за него като за бъдещ Буда, наследник на Шакямуни. В една секция на Лалита-Вистар (V, 39) се казва, че преди да слезе на земята от небесата Тушита и роди като принц Сидхарта, „Просветленият“ (Буда Шакямуни)  посочил за свой наследник Майтрея и поставил върху главата му своята диадема на бодхисатва.
Майтрея обикновено е представен седнал на трон, напомнящ западен стил и е почитан от всички будистки школи – както тези от Махаяна, така и от Тхеравада.

## Раят Тушита и чистата земя
Преди да се роди в света Майтрея живее в божествената сфера Тушита (пали: Тушита) която може да бъде достигната единствено чрез медитация. Всички бъдещи исторически буди, подобно на Майтрея и Буда Шакямуни преди да се родят в света на хората също ще дойдат от „небесата“ Тушита.
В Махаяна будизма Майтрея, след като се превръща в Буда, ще властва над чистата земя Кетумати, популярно описвана като земен рай, асоцииран понякога с индийския град Варанаси (известен също като Бенарес) в Утар Прадеш. Според ученията на Махаяна всеки Буда управлява своя чиста земя (например Буда Амитабха господства над чистата земя Сукхавати, популярно наричана „западния рай“).